# Zentrum für Wissenschaftliche Weiterbildung
Das Zentrum für Wissenschaftliche Weiterbildung (ZWW) ist die zentrale Einrichtung für wissenschaftliche Weiterbildung der Helmut-Schmidt-Universität/Universität der Bundeswehr Hamburg. Das ZWW folgt den Konzepten des lebenslangen Lernens und Bildung durch Wissenschaft. Tobias Scheytt ist Vorstand des ZWW (Stand 2018).

## Geschichte
2013 wurde das ZWW auf Anregung des Bundesministerium der Verteidigung gegründet, mit dem Ziel berufsbegleitende Bildungsangebote für die Ausbildung des Offiziernachwuchses an der Helmut-Schmidt-Universität zu etablieren. 2014 wurden die ersten Studierenden im Studiengang Militärische Führung und Internationale Sicherheit (M.A.) immatrikuliert. Weitere sieben Studiengänge wurden in den vergangenen Jahren etabliert, wovon aktuell sechs akkreditiert sind und ein Studiengang sich im Akkreditierungsprozess befindet.
Nach der Gründung des ZWW, von 2013 bis 2018 war  Klaus Beckmann Vorstand. 2018 übernahm Tobias Scheytt den Vorstand und Klaus Beckmann wurde zum Präsident der Helmut-Schmidt-Universität gewählt.
Seit 2014 haben über 320 Absolventen die Studiengänge bzw. Zertifikatsprogramme abgeschlossen. Derzeit beginnen jährlich rund 110 Studierende ein Weiterbildungsangebot am ZWW.

## Organisation
Das ZWW ist eine Einrichtung der Helmut-Schmidt-Universität/Universität der Bundeswehr Hamburg und untersteht dem Präsidenten oder der Präsidentin. Das ZWW arbeitet eigenverantwortlich am Aufbau und ist verantwortlich für die Organisation der wissenschaftlichen Weiterbildung an der Helmut-Schmidt-Universität. In der wissenschaftlichen Weiterbildung ausgewählter Studiengänge am ZWW sind nationale und internationale Partnerinstitutionen involviert.
Die wissenschaftsorganisatorische Betreuung der Studiengänge und Zertifikatsprogramme obliegt dem ZWW, die wissenschaftliche Trägerschaft für jeden Studiengang liegt bei der verantwortlichen Fakultät der Helmut-Schmidt-Universität/Universität der Bundeswehr Hamburg. Für die Durchführung jedes Studiengangs wird ein Koordinationsausschuss gebildet. Der Koordinationsausschuss koordiniert die Beteiligung der Partnerinstitutionen im Studiengang.

## Angebote
Das ZWW bietet aktuell im Rahmen der wissenschaftlichen Weiterbildung acht Studiengänge und individuelle Zertifikatsprogramme für die berufsbegleitende Qualifizierung verschiedener Zielgruppen an. Die angebotenen Programme entsprechen den Vorgaben des Europäischen Qualifikationsrahmens (EQR) als auch des Deutschen Qualifikationsrahmens für Lebenslanges Lernen (DQR).

### Weiterbildung für Soldatinnen und Soldaten
Für militärische Nachwuchsführungskräfte der Bundeswehr und verbündeter Streitkräfte werden exklusiv drei maßgeschneiderte Studiengänge in Kooperation mit militärischen Institutionen angeboten:
- Militärische Führung und Internationale Sicherheit (M.A.)
- Civil-Military Interaction (M.A.)
- Führung in der Medizin (M.A.) oder (M.Sc.)

### Weiterbildung für Nachwuchsführungskräfte in Wirtschaft und Verwaltung
Für (Nachwuchs-)Führungskräfte aus Unternehmen und der öffentlichen Verwaltung sowie Soldaten zum oder nach Dienstzeitende werden in Kooperation mit weiteren Institutionen verschiedene berufsbegleitende Weiterbildungsstudiengänge angeboten:
- Behavioral Leadership (MBA)
- Führung in der Finanzverwaltung (M.A.)
- Leading Diversity (M.A.)
- Projektingenieurwesen (M.Eng.)
- Wertschöpfungs- und Wissensmanagement (M.Sc.)

## Netzwerk
In der wissenschaftlichen Weiterbildung arbeitet das ZWW mit nationalen und internationalen Institutionen zusammen. Dazu gehören Bundesministerium der Verteidigung, Bundesministerium der Finanzen, Führungsakademie der Bundeswehr, Kommando Sanitätsdienst der Bundeswehr, Civil-Military Cooperation Centre of Excellence, Luftwaffe, Streitkräftebasis, Polizei Hamburg, Charta der Vielfalt.
Das ZWW ist aktiv in der Deutschen Gesellschaft für Wissenschaftliche Weiterbildung und Fernstudium e.V., sowie in der Landesgruppe Nord.